# 이민규 (1953년)
이민규(1953년 1월 19일 ~ )는 대한민국의 심리학자이자 대학 교수이다.
임상심리 전문가이자 심리학자이다. 단국대학교 특수교육학과를 졸업하고 서울대학교 대학원 심리학과에서 임상심리학으로 석사와 박사 학위를 받았다.
공군으로 입대하여 군에서 장병선발과 심리검사를 담당하는 장교로 복무하고 제대한 후 서울대학교 학생생활연구소에서 잠시 카운슬러로 일했다. 조선대학교 의과대학 정신과 교수를 거쳐, 현재는 아주대학교 사회과학부 심리학 전공 교수로 재직한 후 2018년 2월 28일 정년을 맞이했고, 지금은 명예 교수이다.
아주대학교 부설 아주심리상담센터 소장을 지냈으며, ‘상담 및 심리치료’· ‘이상심리학’· ‘정신건강’· ‘동기와 정서’ 등의 과목을 강의했다.
2001년도 제1회 아주대 강의우수교수(Best Teacher) 상을 수상했다. 일반저서 중 2006년에 발행한 '끌리는 사람은 1%가 다르다'는 한 해만 30만 부 정도가 팔렸고, 100만 부가 팔린 베스트셀러다.
일반인들을 위해 심리학을 쉽게 이해하도록 풀어쓰고, 개인의 행동 변화를 유도하는 저서를 주로 집필하면서, '1% 행동심리학자'라는 별칭으로도 불리고 있다.

## 학력
- 단국대학교 특수교육학과 학사
- 서울대학교대학원 심리학과 임상심리학 석사
- 서울대학교대학원 심리학과 임상심리학 박사

## 국내학술전문저서
- 심리학의 이해 (2003)
- 심리학의 길잡이 (2003)
- 현대생활의 적응과 정신건강 (2001)
- 심리장애의 인지행동적 접근 (2000)

## 단행본
- 지치지 않는 힘_꾸준함의 심리학 (2018)
- 네 꿈과 행복은 10대에 결정된다 (개정판, 2018)
- 10대를 위한 심리학자의 인성 교육 시리즈 (2018)

1. 사람이 좋아지는 관계
2. 생각이 달라지는 긍정
3. 꿈을 이루는 목표
4. 인생을 바꾸는 습관
5. 결심을 지키는 실천

- 표현해야 사랑이다_관계와 소통의 심리학 (2017)
- 끌리는 사람의 다이어리 (2017)
- 변화의 시작, 하루 1%_변화와 혁신의 심리학 (2015)
- 지금 시작해도 괜찮아 (2014)
- 행복도 선택이다 (2012)
- 실행이 답이다 (2011)
- 끌리는 사람은 1%가 다르다 (2005)
- 생각을 바꾸면 공부가 즐겁다 (2004)
- Positive Thinking-자기긍정의 힘 (2003)
- 1%만 바꿔도 인생이 달라진다_셀프 리모델링을 위한 25가지 프로젝트 (2003)
- 네 꿈과 행복은 10대에 결정된다 (2002)
- 발상을 바꾸면 세상이 달라진다 (1999)
- 마음대로 되지 않는 마음의 비밀 (1997)
- 생각을 바꾸면 세상이 달라진다 (1996)

## 주목받은 저서
2005 yes24 네티즌 선정 올해의 베스트셀러 선정 – 끌리는 사람은 1%가 다르다
2006 삼성경제연구소 CEO추천도서 선정 – 끌리는 사람은 1%가 다르다
2006 문화관광부 우수도서 교양부문 추천도서 선정 – 끌리는 사람은 1%가 다르다
2006 책 만드는 사람들 올해의 책 선정 – 끌리는 사람은 1%가 다르다
2018 순천시 올해의 책(One City One Book) 선정 – 표현해야 사랑이다
2017 세종도서 교양부문(구. 문화체육관광부 우수교양도서) 선정 – 표현해야 사랑이다
2018 세종도서 교양부문(구. 문화체육관광부 우수교양도서) 선정 – 지치지 않는 힘
출판문화협회 선정 청소년 권장도서 – 네 꿈과 행복은 10대에 결정된다
서울시 교육청 추천도서 – 네 꿈과 행복은 10대에 결정된다
전라남도 교육청 권장도서 – 네 꿈과 행복은 10대에 결정된다